# Campeonato Amazonense de Basquete
O Campeonato  Amazonense de Basquetebol  é a principal competição de Basquete  entre clubes do estado do Amazonas, realizada anualmente para apontar o clube campeão amazonense. É realizada de desde 1931, quando o Rio Negro tornou-se o primeiro campeão. É atualmente organizado pela Federação de Basketball do Amazonas (FEBAM).

## História
Clubes tradicionais de Manaus também fizeram parte da história do basquetebol do estado, podemos citar entre outros o Rio Negro, clube de entusiastas do esporte, que trouxeram pro estado a modalidade, organizaram a primeira liga e o primeiro campeonato do estado. O tradicional Nacional também se aventurou pelas quadras, trazendo pro basquete a maior rivalidade do esporte amazonense. Fast Clube e Olímpico Clube também tiveram trajetória importante, este último foi o responsável por trazer a primeira tabela em fibra de vidro da cidade, instalando-a em seu ginásio. 
Depois que os clubes de Manaus entraram em decadência, o basquete do estado passou a ser carregado pelas agremiações universitárias e escolares, surgindo assim o Dom Bosco, o Dom Pedro, entre outros. Atualmente os clubes tradicionais encontram-se afastados da modalidade, abrindo assim espaço para novas agremiações com influências americanizadas.
A primeira notícia da prática do basquete no Amazonas vem de 1915, quando o sócios  do Luso Football Club já jogavam a  modalidade no campo Coronel Ramalho, em Manaus. Em 1922 os sócios do Guanabara Sport Club também praticavam o basquete entre eles.
Em 1924 militares participantes da revolta tenentista e que estavam presos na penitenciária de Paricatuba, realizam um jogo improvisado de basquete nas dependências da penitenciária.
Porém é somente em 1927 que o basquete  começa a se popularizar e ser conhecido pelos manauaras quando o Atlético Rio Negro Clube e o time do 27º Batalhão de Caçadores começam a se enfrentar e a divulgá-lo para a população local. 
Em 1928 é fundado, em Manaus, o comitê de basquete e de vôlei para organizar os torneios e campeonatos das duas modalidades.  
Em 1931 é organizado e disputado o primeiro campeonato amazonense de basquete, cujo título foi conquistado pelo Rio Negro (clube que foi o principal difusor da modalidade no estado).

## Outras Categorias
- Campeonato Adulto - Masculino e Feminino
- Campeonato Juvenil - Masculino e Feminino
- Campeonato Infanto - Masculino e Feminino
- Campeonato Mirim - Masculino e Feminino
- Campeonato Cadete(16 anos) - Masculino e Feminino
- Campeonato Infantil(14 anos) - Masculino e Feminino
- Campeonato Pré-mirim(12 anos) - Masculino e Feminino